# Конобеево (Рязанская область)
Конобеево — населённый пункт, входящий в состав Кипчаковское сельского поселения Кораблинского района Рязанской области.

## Географическое положение
Конобеево находится в восточной части Кораблинского района, в 10 км к востоку от райцентра.
Находится на правом берегу реки Рановы, не имеет асфальтированных подъездов к деревне. Грунтовые дороги ведущие к деревне Конобеево проходят через леса, поэтому проезд осложнён.

## Население
| 2010 |
| ---- |
| 2    |